# Hélène Fortin
Pour les articles homonymes, voir Fortin.
Hélène Fortin est une chanteuse soprano lyrique colorature canadienne-française née le 2 juillet 1959 à Dolbeau-Mistassini (Lac-Saint-Jean) et décédée le 26 octobre 2008 à Québec des suites d’un cancer à l’âge de 49 ans.

## Biographie
Hélène Fortin est née le 2 juillet 1959 à Dolbeau-Mistassini, fille de Raymond Fortin et Madeleine Laplante. Douzième d'une famille de treize enfants (sept frères, six sœurs). Elle prend vite goût à la musique et plus particulièrement au chant, étant inspirée par plusieurs artistes dont Frida Boccara. Elle étudie à l'Université Laval en faisant tout d'abord un baccalauréat en musique suivi d'une Maitrise en musique avec Louise André, puis se perfectionne auprès de Jane Randolph en Californie (1990-92) et William Riley à New York (1993). En 1986 elle remporte le premier prix du Concours Raoul-Jobin et le premier prix au Concours de musique du Canada. En 1989 elle remporte également le concours des Journées de la musique française. Également en 1989 elle devient membre de l'Atelier lyrique de Opéra de Montréal et fait ses débuts officiel à l'opéra en incarnant Constance dans le Dialogue des Carmélites. En 1990, elle rencontre Guy Carmichael, professeur de cor et de musique de chambre au Conservatoire de musique de Québec. Ils auront un enfant (Antoine Carmichael) né le 16 juillet 1996. En 1992, elle est finaliste au concours international Pavarotti. Du côté international, elle interprète le rôle de Adèle dans Die Fledermaus (J. Strauss) au Florentine opera (Milwaukee) et le rôle de Amour dans Orpheus et Eurydice au Utah Opera (Salt Lake City). Tout au long de sa carrière, elle est régulièrement invitée comme soliste dans des récitals, des concerts et des oratorios avec des orchestres réputés. En 1994 elle reçoit un diagnostic de cancer du sein. Ce qui ne l'empêche pas de continuer sa carrière avec passion, dans des rôles successifs à l'opéra. Vers 2001, elle sera atteinte d'un deuxième cancer du sein, mais devient tout de même professeure de chant au Conservatoire de musique de Québec. Elle rend finalement son dernier souffle le dimanche 26 octobre 2008, dans sa résidence de Saint-Nicolas, près de  Québec, après une troisième récidive du cancer.

## Formation
- Baccalauréat en musique Université Laval (1982-84).
- Maîtrise en musique Université Laval (1984-87).

## Prix et Lauréats
- 1er Prix, Concours de musique du Québec (1984).
- 1er Prix, Prix Raoul Jobin (1986).
- 1er Prix, Concours de musique du Canada (1986).
- 1er Prix, Printemps musical français (1989).
- Prix spécial, Prix d'Europe (1989).
- Lauréate, Concours National de Radio-Canada (1989).
- Finaliste, Concours International Pavarotti (1992)
- Prix de scène, Prix d'excellence des arts et de la culture (2000)[3].

## Liste des œuvres

### Opéra
- Rôle de Constance dans le Dialogues des Carmélites au Edmonton opera (1989), Opéra de Montréal (1989), Manitoba opera (1993).
- Rôle de Olympia dans les contes d'Hoffman au Hamilton opera (1990), opéra de Montréal(1990).
- Rôle de Sophie dans Der Rosenkavakier (Richard Strauss) à l'opéra de Montréal(1991).
- Rôle de Adèle dans Die Fledermaus (J. Strauss) au Florentine opera (Milwaukee 1991), Opéra de Montréal(1993).
- Rôle de Gilda dans Rigoletto à l'Opéra de Montréal(1991).
- Rôle de Zerbinetta dans Ariadne auf Naxos (R.Strauss) au Edmonton opera(1992).
- Rôle de Oscar dans Un Ballo in Maschera  au Manitoba opera (1992).
- Rôle de Giulietta dans I Capuleti e i Montecchi à l'Opéra de Montréal (1992).
- Rôle de Léila dans Les pêcheurs de perles à l'Opéra de Québec (1993).
- Rôle de Sophie dans Werther au Calgary opera (1993).
- Rôle de Euridyce dans Orphée aux enfers à l'Opéra de Montréal(1995).
- Rôle de Clorinda dans La Cenerentola à l'Opéra de Québec (1996).
- Rôle de Violetta Valéry dans La Traviata (version concert) avec l'Orchestre symphonique de Sherbrooke (1997).
- Rôle de Norina Don Pasquale à l'Opéra de Québec (1998).
- Rôle de Morgana dans Alcina (version concert) avec l'Ensemble Baroque de Montréal (1999).
- Rôle de Amour dans Orpheus et Eurydice au Utah Opera (Salt Lake City) (2000).
- Rôle de La Fée Rosée dans Hänsel und Gretel à l'Opéra de Québec (2001).
- Rôle de Adina dans L'elisir d'amore à l'Opéra de Montréal (2002).

### Oratorios, Messes et Cantates
(Ne sont nommés ici que les principaux) 
- Bach, Oratorio de Noël Magnificat (1986-87 et 2000).
- Beethoven, 9e symphonie, Orchestre symphonique de Québec (1992).
- Brahms, Requiem Allemand, Chœur de l’Université Laval (1990 et 2005).
- Haendel, The Messiah, Orchestre Symphonique de Québec (1989 et 1998), Edmonton symphonic orchestra (1994).
- Haydn, Lord Nelson mass, Charleston symphonic orchestra (1990), Orchestre Métropolitain (1990).
- Mahler, Symphonie no 2 "Résurrection" , Ottawa symphonic orchestra (1989).
- Mozart, Requiem, Les violons du Roy (1993).
- Orff, Carmina Burana, Orchestre symphonique de Montréal (directeur Charles Dutoit) (1991).
- Vivaldi, Gloria, Orchestre et chœur de Lévis, (1998).

### Récitals et Concerts
(Ne sont nommés ici que les principaux) 
- Concert d'airs d'opéras (O.S.Q. - Place des Arts (1987)).
- Récital du Gouverneur général (1986-87).
- Concert Raoul Jobin (1989-90-93).
- Récital Assemblée Nationale (1993).
- Concert Italian opera Favourites avec le Vancouver symphonic orchestra (1995).
- Concert Mozart avec l'Orchestre Symphonique de Québec (1995).
- Récital Opéra du Samedi à Radio canada (1997 et 1998)).
- Concert Roméo et Juliette (Gounod) avec l'Orchestre métropolitain (2000).
- Récital Conservatoire de musique (2005).
- Dernière prestation musicale; spectacle bénéfice pour l'établissement d'une nouvelle salle de concerts à Dolbeau-Mistassini (2005).